# Münchszell
Münchszell ist ein rund drei Kilometer südwestlich gelegener Gemeindeteil der Gemeinde Sankt Englmar im niederbayerischen Landkreis Straubing-Bogen und im Vorderen Bayerischen Wald, der 1987 eine Einwohnerzahl von 22 hatte. Der Weiler liegt am Europäischen Fernwanderweg E8.
Vorwiegende Erwerbszweige sind Milchwirtschaft und Fremdenverkehr. Vom rund 750 m ü. NHN hoch auf einem Bergrücken mit Südausrichtung gelegenen Ort hat man einen weitgefächerten Ausblick über das Donautal mit Straubing, Bogen und dem Bogenberg, der an klaren Tagen bis in die Alpen reicht, vom Dachstein im Osten bis zum Zugspitzmassiv im Westen. Der nächste Skilift ist etwa 1 km entfernt, ebensoweit der „Waldwipfelweg“.